# Sara Hershkowitz

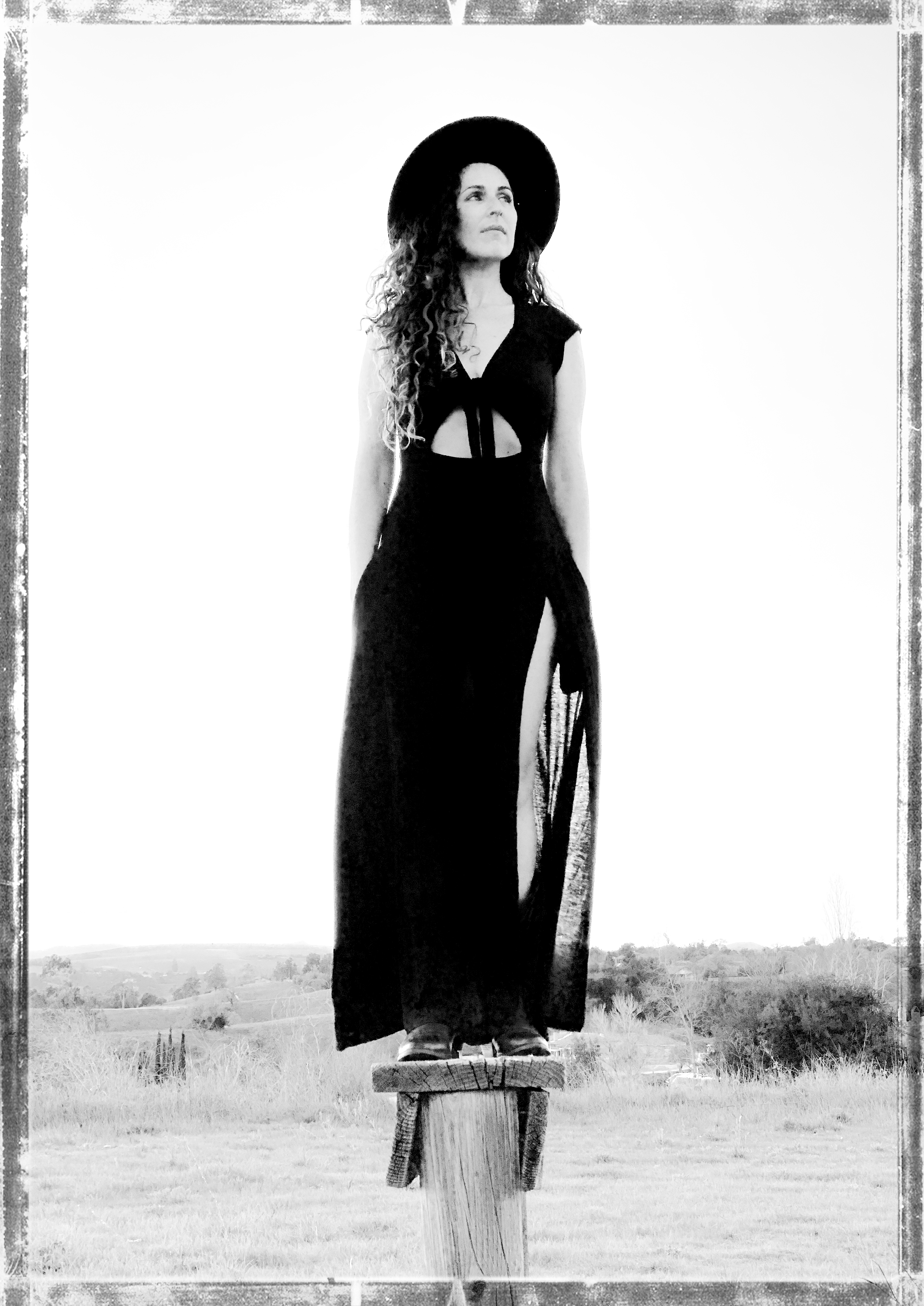
Sara Hershkowitz, Santa Barbara 2021

Sara Hershkowitz (* 1980 in Los Angeles) ist eine US-amerikanische Opernsängerin (Koloratursopran), die von Deutschland aus international Karriere machte. Sie ist bekannt für Rollen in Opern von Mozart und Strauss, zum Beispiel Konstanze,  Königin der Nacht, Sophie und Zerbinetta, aber auch für neue Opern wie György Ligetis Le Grand Macabre.

## Leben
Hershkowitz wurde in Los Angeles in eine jüdische Familie geboren, die in den 1960er Jahren von Israel nach Kalifornien gezogen war. Sie schloss ein Studium an der Manhattan School of Music mit dem B.A. ab, hinzu kamen ergänzende Studien bei Patricia McCaffrey, New York, und Thomas Quasthoff, Berlin. Mit 23 Jahren ging sie nach Deutschland, das sie als das „Zentrum der Opernwelt“ einschätzte. Sie war von 2007 bis 2012 Solistin am Theater Bremen engagiert. Ihre ersten Rollen dort waren Venus und Gepopo in Ligetis Le Grand Macabre, inszeniert von Tatjana Gürbaca. Sie übernahm viele Rollen in Mozart-Opern, die Titelrolle in Zaide, Arminda in La finta giardiniera, Konstanze in Die Entführung aus dem Serail, Donna Anna in Don Giovanni, Madame Herz in Der Schauspieldirektor und die Königin der Nacht in Die Zauberflöte, eine Rolle, die sie auch an der Hamburgischen Staatsoper, am Nationaltheater Weimar und am Theater Kiel sang. Einen weiteren Schwerpunkt ihres Repertoires bilden Werke von Richard Strauss. 2010 trat sie in Bremen als Sophie in Der Rosenkavalier auf, dessen Handlung der Regisseur Tobias Kratzer in ein Kaufhaus verlegte. Sie sang die anspruchsvolle Koloraturpartie der Zerbinetta in Ariadne auf Naxos unter anderem mit dem Nordnorsk Opera og Symfoniorkester.
Hershkowitz übernahm die Titelrolle in Zanaida, einer wiederentdeckten Oper von Johann Christian Bach. Sie wurde 2011 mit der Gruppe Opera Fuoco beim Bachfest Leipzig aufgeführt und später (unter anderem) konzertant im Konzerthaus Wien. In der Operette Die Fledermaus von Johann Strauß sang sie die Adele an der Opéra national de Lorraine. In Offenbachs Hoffmanns Erzählungen im Opernhaus Wuppertal verkörperte sie alle vier Geliebten des Dichters: Olympia, Antonia, Giulietta und Stella.
Sie widmete sich auch neueren Opern, zum Beispiel als Gouvernante in Brittens The Turn of the Screw in Bremen. Sie verkörperte Ligetis Figuren aus Le Grand Macabre erneut für ihr Debüt bei der Israeli Opera. Sie führte Ligetis Auszug aus diesem Werk, Mysteries of the Macabre, mit  dem Noord Nederlands Orkest beim  Lowlands Festival 2017 in den Niederlanden vor 15.000 Besuchern auf. Aufgefordert, es provokativ zu gestalten, wählte sie eine satirische Darstellung mit Anklängen an Donald Trump in drei Kostümen, die sie während der Aufführung wechselte, als Clown, Baby und Miss America.  Sie führte den Ausschnitt im selben Jahr noch einmal in Groningen auf.
2014 nahm sie an der ersten Aufnahme von Donizettis szenischer Kantate Aristeia teil, mit Solisten, Mitgliedern des Opernchores der Bayerischen Staatsoper sowie dem Simon-Mayr-Chor und Ensemble, geleitet von Franz Hauk. Mit denselben Ausführenden nahm sie Simon Mayrs Il sogno di Partenope, ein Melodrama alegorico, auf.
Hershkowitz sang in Konzerten wie zum Beispiel einem Passionskonzert mit dem NDR Chor und dem NDR Sinfonieorchester, geleitet von Thomas Hengelbrock. Es wurde 2014 in Hamburg und Lübeck gegeben und enthielt als Hauptwerk Faurés Requiem. 2017 sang sie Lieder von Richard Strauss, darunter Auszüge aus den Brentano-Liedern, Op. 68, mit der Nordwestdeutschen Philharmonie, geleitet von Vincent de Kort, in Konzerten in Herford und zur Eröffnung des Festivals Voices auf Gut Holzhausen.
Sara Herskowitz schreibt darüber hinaus eigene Songs und trat als Bluegrass-, Americana- und Indie-Folk-Künstlerin unter dem Namen Sara Shiloh Rae auf. Ihre Band heißt Bluebird Junction.